# Стриано
Стриано (итал. Striano) — коммуна в Италии, располагается в регионе Кампания, в провинции Неаполь.
Население составляет 7716 человек (на 2004 г.), плотность населения составляет 1072 чел./км². Занимает площадь 7 км². Почтовый индекс — 80040. Телефонный код — 081.
Покровителем коммуны почитается святой Северин, празднование 8 января.